# Личутин, Владимир Владимирович
Влади́мир Влади́мирович Личу́тин (род. 13 марта 1940, Мезень, Архангельская область) — русский писатель.

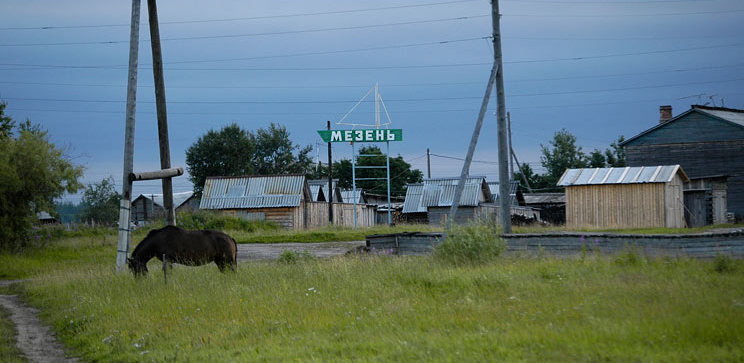
Окрестности Мезени, малой родины Владимира Личутина.

## Биография
Владимир Личутин родился 13 марта 1940 года в городе Мезень Архангельской области. Отец, Владимир Петрович Личутин, погиб на фронте в 1942 году; мать, Антонина Семеновна, одна воспитывала четверых детей. Детство Владимира Личутина прошло в Поморье. В 1959 году окончил лесотехнический техникум, год работал слесарем на Пермиловском лесозаводе, потом служил в армии, работал на Адмиралтейском заводе в Ленинграде. В 1963−1969 году — факультет журналистики ЛГУ имени А. А. Жданова. Во время учёбы подрабатывал корреспондентом мезенской газеты «Север». В 1978 году окончил Высшие литературные курсы при СП СССР (1975—1978).
В 1972 году за серию очерков «Земля и люди» Владимир Личутин был удостоен премии им. Аркадия Гайдара, учреждённой областной организацией Союза журналистов СССР. В этом же году в журнале «Север» была опубликована его первая повесть «Белая горница».
В 1974 году Личутина приняли в Союз писателей СССР.
Автор повестей: «Белая горница» (1972), «Иона и Александра» (1973), «Долгий отдых» (1974), «Вдова Нюра» (1973), «Душа горит» (1976), «Бабушки и дядюшки» (1976), «Золотое дно» (1978), «Крылатая Серафима» (1976), «Последний колдун» (1977), «Домашний философ» (1979), «Река любви»; автобиографические повести: «Сон золотой», «Путешествие в Париж», «Анархист», «Год девяносто третий, вид из деревенского окна», «Вышли мы все из народа». Повести «Белая горница», «Вдова Нюра», «Душа горит», «Золотое дно» и «Крылатая Серафима» образуют единый эпический цикл «Хроники поморской деревни» — о судьбах жителей деревни Вазицы.
Романы: «Фармазон» (1979), «Любостай» (1983), трилогия «Раскол» (2000), «Миледи Ротман» (2001), «Беглец из рая» (2005), «В ожидании Бога» (2017).
Художественная публицистика: «Душа неизъяснимая. Размышления о русском народе» (1989, переиздания с дополнениями в 2000, 2012, 2013), «По морю жизни на русском челне» (2016), «Уроки русского» (2014), «Русский царь Иоанн Грозный» (2023).
Личутин — представитель русской деревенской прозы, причём все его произведения связаны с его родными краями, с жизнью деревни на побережье Белого моря. Кроме непосредственных впечатлений об этой хорошо известной и близкой ему жизни. Личутин умело использует материал фольклористических экспедиций, в которых он принимал участие. Для его произведений характерна свободная композиция. Он соединяет отдельные, часто необычные и драматические события, нередко используя для этого сюжет о госте, попадающем в деревню и встречающемся со многими людьми. При всей сосредоточенности автора на определённых географических местах и связанности между собой некоторых текстов за счет введения в рассказ повторяющихся лиц, для его прозы характерен широкий временной охват; он пишет не только о современности, но и о жизни нескольких прошедших поколений, причём в своем творчестве Личутин всё больше и больше занимается внутренней душевной жизнью человека.
В 1990 году подписал «Письмо 74-х».
Живёт и работает в Переделкино под Москвой.
Многие свои произведения Владимир Личутин пишет на даче, в деревне Часлово Рязанской области. Жители деревни стали героями и прототипами его произведений.

## Награды
- «Большая литературная премия России» (2006) за роман «Беглец из рая»
- Литературная премия «Ясная Поляна» (2009) за роман «Раскол»
- Литературная Бунинская премия (2011) — за повесть «Река любви»
- премия Правительства Российской Федерации (26.12.2011) в области культуры — за книгу «Раскол»
- премия «Золотой Дельвиг» — Всероссийская премия им. А. Дельвига (2012) — за исследования национального характера и духовной природы русского человека в книге «Душа неизъяснимая»
- премия имени Федора Абрамова «Чистая книга» (2020) — за роман «В ожидании Бога»[3]

## Сочинения
- Иона и Александра // «Север», 1973, № 2
- Белая горница, 1973
- Долгий отдых // «Север», 1974, № 10-12, отд. изд. — 1977
- Время свадеб, 1975
- Золотое дно, 1976
- Бабушки и дядюшки // «Дружба народов», 1976, № 6
- Душа горит, 1978
- Последний колдун, «Север», 1979, № 8-9, отд. изд. — 1980
- Фармазон, 1979
- Повести, 1980
- Крылатая Серафима, 1981
- Домашний философ, 1983
- Повести о любви, 1985
- Дивись — гора, 1986
- Скитальцы, 1986
- Любостай, 1987
- Раскол, 1997
- Душа неизъяснимая, 1989
- Миледи Ротман, 2001
- Беглец из рая, 2005
- Река любви, 2010
- Убить скорпиона (книга переживаний), 2012
- Размышления о русском народе, 2013
- В ожидании Бога: исторический роман, 2017

### Собрание сочинений
- Личутин В. В. Собрание сочинений в 14 томах. М.: Вече, 2018. — ISBN 978-5-4444-2879-5